# هجران دوست
هجران‌ دوست هي قرية في مقاطعة كليبر، إيران. عدد سكان هذه القرية هو 196 في سنة 2006.